# Argeo, Narciso y Marcelino
Argeo, Narciso y Marcelino fueron tres hermanos cristianos que sufrieron el martirio bajo el mandato del emperador Licinio (308-324). Este habría obligado a sus soldados a ofrecer sacrificios a los dioses. Los tres hermanos rehusaron, por lo que fueron ejecutados hacia el año 320, quizá en Tomis, en el Ponto (Mar Negro). Argeo y Narciso fueron decapitados, en tanto que Marcelino, un muchacho de corta edad, habría sido flagelado, puesto en prisión y finalmente ahogado al ser arrojado a las aguas del Mar Negro.
```
El Martirologio romano señala circunstancias diferentes para su martirio: «
En el territorio de Cori, a treinta miliarios de la ciudad de Roma, santos Argeo, Narciso y Marcelino, mártires (s. IV)
».
[
2
]
```

El edicto de Milán, resultado de una decisión conjunta de Constantino I y Licinio, había puesto fin a las persecuciones y concedido libertad de culto. Sin embargo, Licinio repetiría su papel de perseguidor poco antes de su muerte, acaecida en 323.
Según el Martirologio, el memorial de Argeo, Narciso y Marcelino se celebra el 2 de enero.